# Афанасиј Никитин
Афанасиј Никитин (рус. Афанасий Никитин; умро у околини Смоленска 1474) био је руски трговац и путописац из Твера и један од првих Европљана који је путовао по Индији. Своја запажања са тог путовања забележио је у путопису „Путовање иза три мора“ (рус. »Хожение за три моря«).
Никитин је три године боравио у Индији, у тадашњем султанату Бахмани (данас околина Мумбаија), и за то време интензивно записивао политичке, привредне и религијске аспекте индијског друштва тог времена. По повратку са тог путовања преминуо је у околини Смоленска у јесен 1474. године.